# 北京地铁4号线
北京地铁4号线连接中国北京市海淀区安河桥北站与丰台区公益西桥站，贯穿西城区，是北京地铁的一条南北走向的地铁线路，由京港地铁负责运营，全长28.165千米，设有24座车站，2009年9月28日投入运营。4号线在公益西桥站与大兴线接轨，贯通运营。4号线的标识色为 Pantone 321C 。

## 历史
民国时期，北平市便开始着手地铁规划。1947年8月，北平市工务局编印了《北平市都市计划设计资料集》，其中明确提出要在修建联通市区与西郊新城的地铁时修建一条从西单向北至西直门的地铁支线，但由于国共内战及随后国民党政府在大陆迅速溃败，该计划未能实施:6。
中华人民共和国成立后，中央政府综合国内国际局势，指示北京在改扩建的计划中要规划地铁。1956年至1958年间，北京市在苏联专家的指导下先后提出了16个地铁规划方案，经多部门领导共同研究，决定以第16号方案作为建议方案。在第16号方案中，沟通市区与西山的第五线在西直门以西的走向与今日的4号线大体一致，但由于该线路交通量不大，苏联专家主张采用第一线作为一期工程方案。1957年3月12日，地铁筹备处选定了第一线和第五线共同作为一期工程，随后中共中央决定两条线路于1959年5月1日开工，地铁工程局开始加大两线的勘察力度，先后完成了人民大学至颐和园、昆明湖东南等地段的电探工作。正当地铁筹建工作稳步推进时，国内外局势发生了变化，第八届九中全会决定对国民经济进行全面调整，地铁工程也被搁置。:10
随着国际局势在1960年代的不断恶化，毛泽东主席提出了三线建设的战略布局，北京地铁的修建也因此再次提上了日程。1965年1月15日，《关于北京地下铁道建设近期规划方案的专题报告》明确了地下铁道采取浅层埋设、加强防护、通向山区的方针后，西直门至颐和园的地铁（西颐线）作为通向西北山区的线路被再次提出，被列入北京地铁三期工程。1969年10月1日，北京地铁一期工程通车，二期工程也在两年后开工兴建。1973年，北京市城市规划部门在1965年确定的“一环两线”的基础上提出了新的地铁规划方案，北京地铁4号线首次被提出，其走向在新街口站至北京南站之间与今日的4号线一致，而西颐线与新街口-西直门区间则被划入北京地铁3号线。1974年，地铁领导小组对规划方案进行了微调并计划五年内建设西颐线，铁道兵地下铁道勘测设计队于同年对线路进行了初步设计，设计中线路自西直门经动物园、中关村、颐和园至青龙桥，设12座车站、1座车辆段，线路总长13.65km。但由于地铁领导小组于1976年初遭撤销，北京地铁的建设工作受到很大影响，二期工程进度一再推后，西颐线除了西直门站下层站台外迟迟未能开工建设。:158
2001年7月13日，北京申奥成功，此时的北京已经是拥有1300多万人口的大型城市，随着人口的不断增加，机动车总量也随之增长，道路交通已远远不能满足要求。按当时的预计，2008年将会有50万外国人来京，800万人观看奥运会，大量人口在遍布全市的场馆、酒店、景点间的流动将会给北京的公共交通带来严峻挑战，发展公共交通迫在眉睫:396。2002年，北京市颁布了《北京市奥运行动规划交通建设与管理专项规划》，规划中指出市区将新建8条地铁线路，其中就包括了北宫门站至马家堡站的4号线，线路全长26.2公里。
2003年8月28日，北京市政府颁布了《北京市基础设施特许经营管理办法》，4号线开始引进其它地铁运营商。同年12月，4号线开工建设:115。2004年11月9日，北京市政府批准了《北京地铁4号线特许经营实施方案》，香港地铁公司（现在的港铁公司）进入北京地铁运营市场。12月3日，香港地铁公司與北京市基礎設施投資有限公司、北京首都創業集團有限公司簽署了北京地铁4号线投资、建设、运营合作的原则性协议，这标志着4号线成为中国大陆城市轨道交通首条公私合营的路线。三个公司分别于次年2月7日与北京市政府和北京市軌道交通建設管理有限公司草签了4号线的特许经营协议和项目管理协议。合资的京港地铁有限公司随后于2005年11月8日成立。香港地铁公司向北京地铁4号线及京港地铁公司注资7.35亿元人民幣。京港地铁公司将拥有4号线30年的运营权。
4号线原计划2008年完工，但由于涉及安全问题，施工进度有所延误。到2009年，施工接近尾声。2009年2月11日，4号线隧道全线贯通；3月6日，4号线开始列车调试，香港特别行政区行政长官曾荫权到场考察；2009年4月29日，4号线实现供电系统全线通电。宣武门站的换乘改造于5月9日展开，车站封闭，在2号线站台上开两个口，建造楼梯，以与4号线换乘。改造于5月31日结束。同一天，4号线试通车，标志着全线已经具备通车条件，施工建设开始收尾。8月31日，北京市副市长陈刚同200多名在4号线建设过程中搬迁的居民参与了试乘坐，成为4号线首批试乘乘客。
2009年9月28日，北京地铁4号线正式开通试运营。这使得北京地铁路线数达到9条，北京地铁线网初步形成。4号线开通后客流火爆，开通次日客流就达到48万人次。开通一年后，4号线日均客流量达到75万人次，成为北京地铁的一条主干线路。
2010年12月30日，大兴线开通试运营，与4号线直接贯通运营，贯通后全线车站达到35个，全长近50公里。

## 大兴线

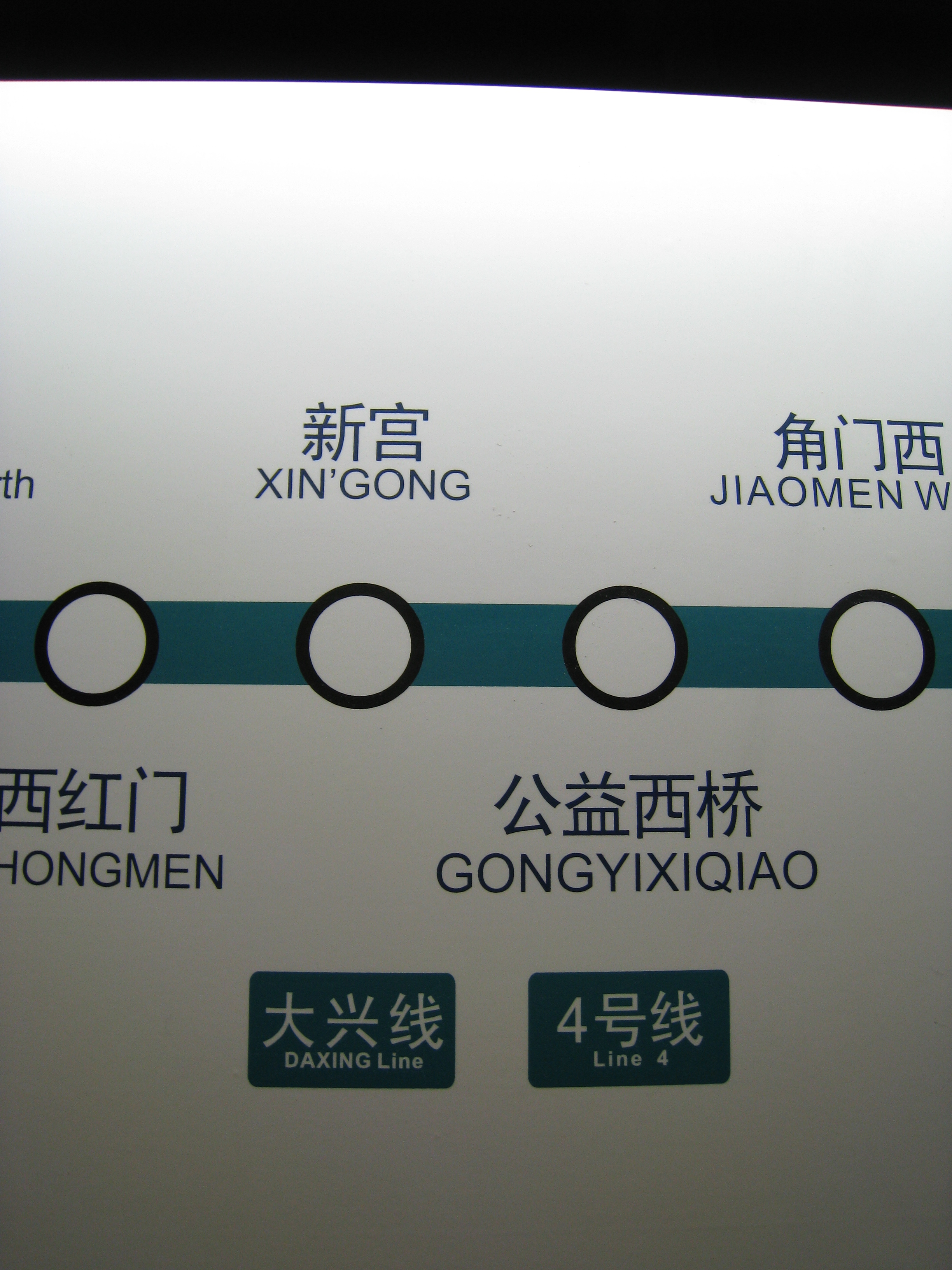
4号线屏蔽门上的路线图。由此可以看出大兴线和4号线的分界。

大兴线于2010年12月30日开通，全长21.76千米，设车站11座，在公益西桥站与4号线相连，向南穿过大兴城区，终点位于天宫院站。
大兴线直接与4号线贯通运营，全程运行时间约81分钟。虽然贯通运营，但是“大兴线”名称不会消失，仍是这一段路线的名称。部分4号线车辆并不贯通开行而是在新宫折返，继续往天宫院方向乘坐的乘客需到对面站台等下一列车。
目前安河桥北至新宫的最小发车间隔为2分钟，工作日早高峰区间（小交路）和全程（大交路）列车的比例为1:3，晚高峰为1:2。早高峰时段，通过增开临客使得往安河桥北方向的最小间隔压缩至1分43秒，这些列车到达安河桥北站之后，不进行折返，直接进入龙背村停车场。
现时为缓解4号线大兴线过于拥挤的情况，工作日小交路已调整为黄村西大街-中关村，与大交路列车（安河桥北-天宫院）的比例调整为1：1。这些列车在到达中关村站后使用中关村站北侧的存车线站后折返，并开行中关村-新宫交路。到达新宫站后折返为新宫-安河桥北并恢复为全程列车。

## 车站列表

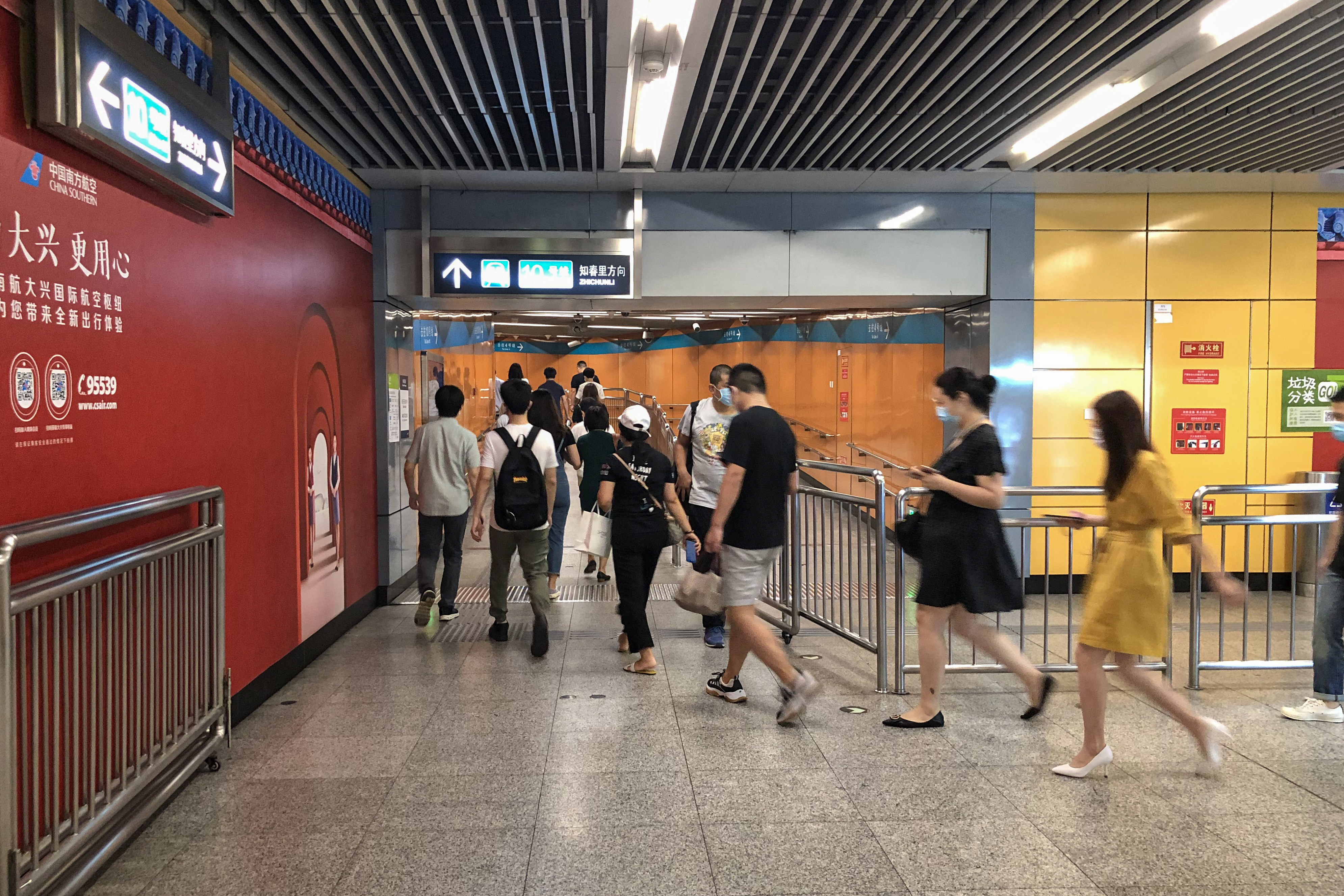
海淀黄庄站的斜坡换乘通道。

所有車站都位於北京市內。
| 安河桥北                   | 0     | 0    | 不適用                        | 海淀区 | 2009年9月28日 | 地面一岛一侧式站台 | 左或右侧（公益西桥方向） 右侧（安河桥北方向终点）   |
| 北宫门                     | 1363  | 1363 | 不適用                        | 海淀区 | 2009年9月28日 | 地下岛式站台       | 左侧                                                |
| 西苑                       | 2614  | 1251 | 16号线                        | 海淀区 | 2009年9月28日 | 地下岛式站台       | 左侧                                                |
| 圆明园                     | 4286  | 1672 | 不適用                        | 海淀区 | 2009年9月28日 | 地下岛式站台       | 左侧                                                |
| 北京大学东门               | 5581  | 1295 | 不適用                        | 海淀区 | 2009年9月28日 | 地下岛式站台       | 左侧                                                |
| 中关村                     | 6468  | 887  | 不適用                        | 海淀区 | 2009年9月28日 | 地下岛式站台       | 左侧                                                |
| 海淀黄庄                   | 7368  | 900  | 10号线                        | 海淀区 | 2009年9月28日 | 地下岛式站台       | 左侧                                                |
| 人民大学                   | 8431  | 1063 | 12号线                        | 海淀区 | 2009年9月28日 | 地下分離式岛式站台 | 左侧                                                |
| 魏公村                     | 9482  | 1051 | 不適用                        | 海淀区 | 2009年9月28日 | 地下岛式站台       | 左侧                                                |
| 国家图书馆                 | 11140 | 1658 | 9号线 16号线 房山线（跨线车） | 海淀区 | 2009年9月28日 | 地下双岛式站台     | 左侧                                                |
| 动物园                     | 12657 | 1517 | 不適用                        | 西城区 | 2009年9月28日 | 地下岛式站台       | 左侧                                                |
| 西直门                     | 14098 | 1441 | 2号线 13号线（A） 北京北站    | 西城区 | 2009年9月28日 | 地下岛式站台       | 左侧                                                |
| 新街口                     | 15123 | 1025 | 不適用                        | 西城区 | 2009年9月28日 | 地下岛式站台       | 左侧                                                |
| 平安里                     | 16223 | 1100 | 6号线 19号线                  | 西城区 | 2009年9月28日 | 地下岛式站台       | 左侧                                                |
| 西四                       | 17323 | 1100 | 不適用                        | 西城区 | 2009年9月28日 | 地下岛式站台       | 左侧                                                |
| 灵境胡同                   | 18192 | 869  | 不適用                        | 西城区 | 2009年9月28日 | 地下岛式站台       | 左侧                                                |
| 西单                       | 19203 | 1011 | 1号线                         | 西城区 | 2009年9月28日 | 地下岛式站台       | 左侧                                                |
| 宣武门                     | 20018 | 815  | 2号线                         | 西城区 | 2009年9月28日 | 地下岛式站台       | 左侧                                                |
| 菜市口                     | 21170 | 1152 | 7号线                         | 西城区 | 2009年9月28日 | 地下岛式站台       | 左侧                                                |
| 陶然亭                     | 22370 | 1200 | 不適用                        | 西城区 | 2009年9月28日 | 地下岛式站台       | 左侧                                                |
| 北京南站                   | 24013 | 1643 | 14号线 北京南站               | 丰台区 | 2009年9月28日 | 地下岛式站台       | 左侧                                                |
| 马家堡                     | 25493 | 1480 | 不適用                        | 丰台区 | 2009年9月28日 | 地下岛式站台       | 左侧                                                |
| 角门西                     | 26320 | 827  | 10号线                        | 丰台区 | 2009年9月28日 | 地下岛式站台       | 左侧                                                |
| 公益西桥                   | 27309 | 989  | 不適用                        | 丰台区 | 2009年9月28日 | 地下双岛式站台     | 左側（大交路過路車） 右侧（出库车起点、回库车终点） |
| ↓直通 大兴线运行至天宫院站 |       |      |                               |        |               |                    |                                                     |
| 注释                       |       |      |                               |        |               |                    |                                                     |
| 1 斜体标示的换乘尚未启用。 |       |      |                               |        |               |                    |                                                     |

### 换乘站
4号线在开通时有4座与既有路线的换乘站：宣武门站、海淀黄庄站、西直门站、西单站。
- 同 █ 2号线换乘的宣武门站的换乘通道只有60米长，2号线换乘4号线可在2分钟以内换乘完毕[23]。由于换乘通道通行能力并不能完全满足高峰时的需要，高峰时刻经常出现严重拥挤，2020年起，4号线换乘2号线时需要经由新的换乘大堂使用新建的换乘通道，换乘时间略有延长至约3分钟。
- 同 █ 1号线换乘的西单站的换乘距离超过100米，预计换乘时间4~5分钟[35]。
- 西直门站和 █ 2号线、 █ 13号线两条路线换乘，乘客量预计会加大至100万人次，因此西直门站在2010年2月新增一个由2号线换乘13号线的通道以分流巨大的客流[36]。
- 同 █ 10号线一期换乘的海淀黄庄站的四个换乘通道中，两个长的约有60米，两个短的约有30米[37]，均为斜坡，两线换乘仅需约1分钟[35]。

2012年12月30日新增换乘站：国家图书馆站、平安里站（ █ 6号线）、角门西站（ █ 10号线二期）
国家图书馆站为双岛式（ █ 4号线和 █ 9号线/ █ 房山线跨线车）+单岛式（ █ 16号线）车站，2012年底实现与 █ 9号线的跨站台换乘，2020年12月31日新增与 █ 16号线中段的通道换乘，2023年1月18日房九贯通后可与 █ 房山线跨线车换乘。
2014年12月30日新增 █ 7号线换乘站：菜市口站
2015年12月26日新增 █ 14号线中段换乘站：北京南站
2016年12月31日新增 █ 16号线换乘站：西苑站
2024年12月15日新增 █ 12号线换乘站：人民大学站

### 车站装饰
4号线在车站装饰上共设8座特色车站。
- 西苑站由于临近颐和园，因此站内曾有壁画《福山寿海》采用颐和园内花卉及佛香阁等古建筑作为主题。[39]2016年，因修建16号线换乘通道，这幅壁画被移除，改为在16号线站厅使用红色花岗岩重建。
- 圆明园站的墙壁上设有大水法的远景浮雕，力求震撼的视觉效果；站台的立柱则被装饰成残缺的形状，讲述圆明园自建园至第二次鸦片战争被毁的历史。[39][40]
- 北京大学东门站的壁画将北京大学的历史遗迹和标志建筑融于风景之中，体现出北京大学的悠久历史和文化底蕴。[39]
- 国家图书馆站采用“书”作为车站的主题，站台立柱侧面用银色的线条来模仿书页。站厅层曾建设浮雕墙《书的海洋》体现国家图书馆的四大镇馆之宝：《永乐大典》、《四库全书》、《赵城金藏》和《敦煌遗书》。[38][39][41]2020年，因修建16号线换乘通道，这面浮雕墙被移除。
- 动物园站的站厅吊顶采用肥皂泡式样，并在朝向动物园的出口设置了动物风格的壁画，在朝向天文馆的出口绘有星空、天文学家和天文仪器。[39]
- 西四站因位于北京历史商业区西四地区，壁画主题选用了“京华旧梦”，体现西四过去的繁华。[39]
- 西单站的吊顶花格取法西单路口的中国银行大厦，站台扶梯楣头墙设有两幅浮雕，其中一幅利用烤肉季、张一元、王致和、全聚德、便宜坊等老字号表现出西单过去的商业文化，另一幅则体现过去春节时的把戏。[39]
- 宣武门站的壁画表现的是清代南城的宣武门以南的皇家祭祀文化和会馆文化。[39]

此外，平安里站站台立柱上的京剧脸谱紙皮石装饰、中关村站的電路板式吊顶花格，以及大多数车站将北京地铁车站风格与港铁车站设计理念（比如一站一色以及大幅度使用焗漆板和纸皮石进行装饰）相互融合的设计，也是4号线的主要设计特色。

## 车辆

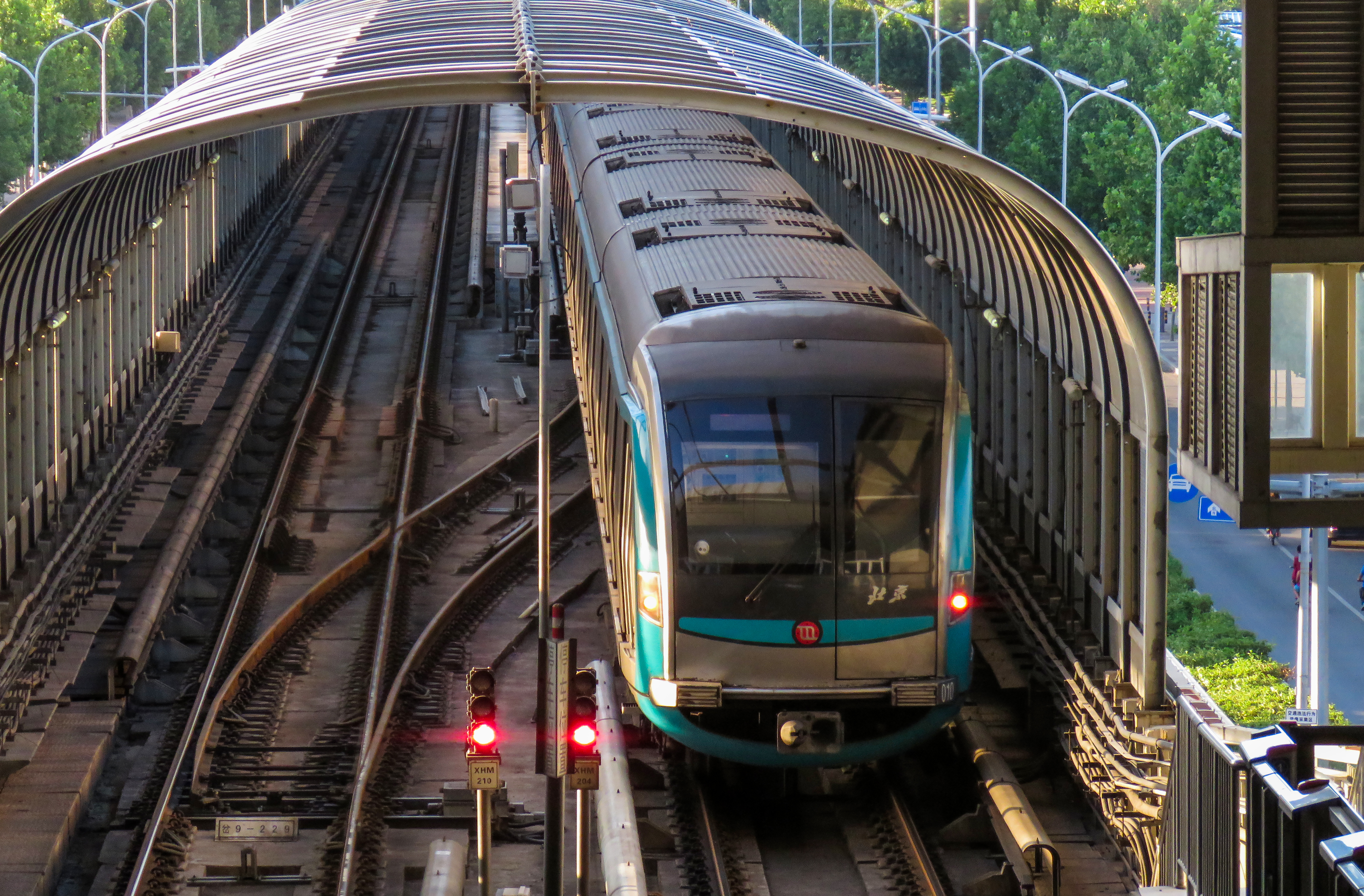
4号线列车

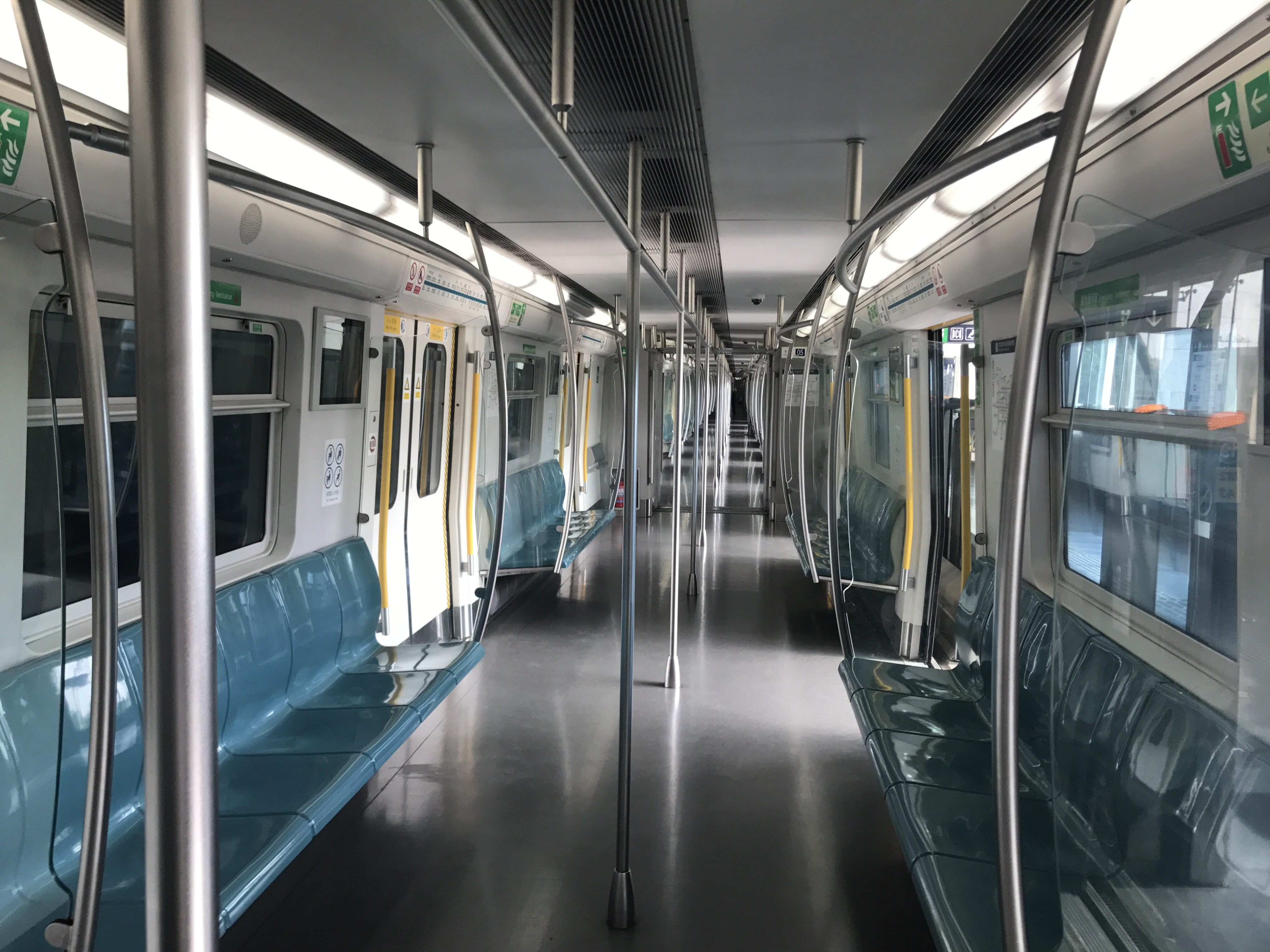
车辆内部

4号线车辆由南车青岛四方机车车辆厂生产，为无涂装不锈钢车身，采用B1车型，车厢长19米，每列车6节编组，列车定员1408人，超员载客1780人。列车采用直流750V第三轨供电。
列车对在驾驶室前方安装了紧急疏散门，紧急时可打开伸展为下车坡道，30分钟内可以将全车人员疏散。列车还采用了蓄电池供电牵引技术，即使供电中断，仍能继续运行一公里。车厢内设有紧急通风窗口，乘客在遭遇紧急情况时可以打开通风；此外还有紧急报警通话装置，方便紧急时乘客与司机通话。
虽然4号线经过了很多商业区和大型小区，但是由于在规划时未作准备，4号线最终仍采用6车编组。而由于北京南站建设时预留不够，4号线将难以扩充到8列编组。

## 技术
4号线在轨道上采用了六种特殊技术（弹性减振整体道床、轨道减振器道床、梯形减振轨枕道床、压缩型轨道减振器道床、特殊钢弹簧浮置板道床、钢弹簧浮置板道床），以减小噪音。然而，在2010年9月法制晚报记者的一次测量中，4号线却是北京地铁9条线中噪声最大的，最大噪音出现在人民大学到魏公村区间，达到106.2分贝。
在安全方面，站厅层的立柱上还设有紧急停车按钮，可以在客流过大等紧急情况下使列车停下，而不进站。
为了达到2分钟的最小间隔，4号线的屏蔽门将与车门同时开启和关闭，而非与其它线路一样先开车门、再开屏蔽门，先关屏蔽门、再关车门。
此外，4号线还采用了基于无线通信的移动闭塞信号系统，列车自动监控技术、自动保护技术和自动驾驶技术等技术。列车司机负责出站前关门这道工序，瞭望安全门和车门之间空隙，确认安全的发车条件，然后关闭车门发车。列车在车站发车之后，可以自动加速、减速，进入车站并且打开车门。早高峰最小发车间隔甚至达到1分43秒，是国内既有线路中最短的。

## 服务

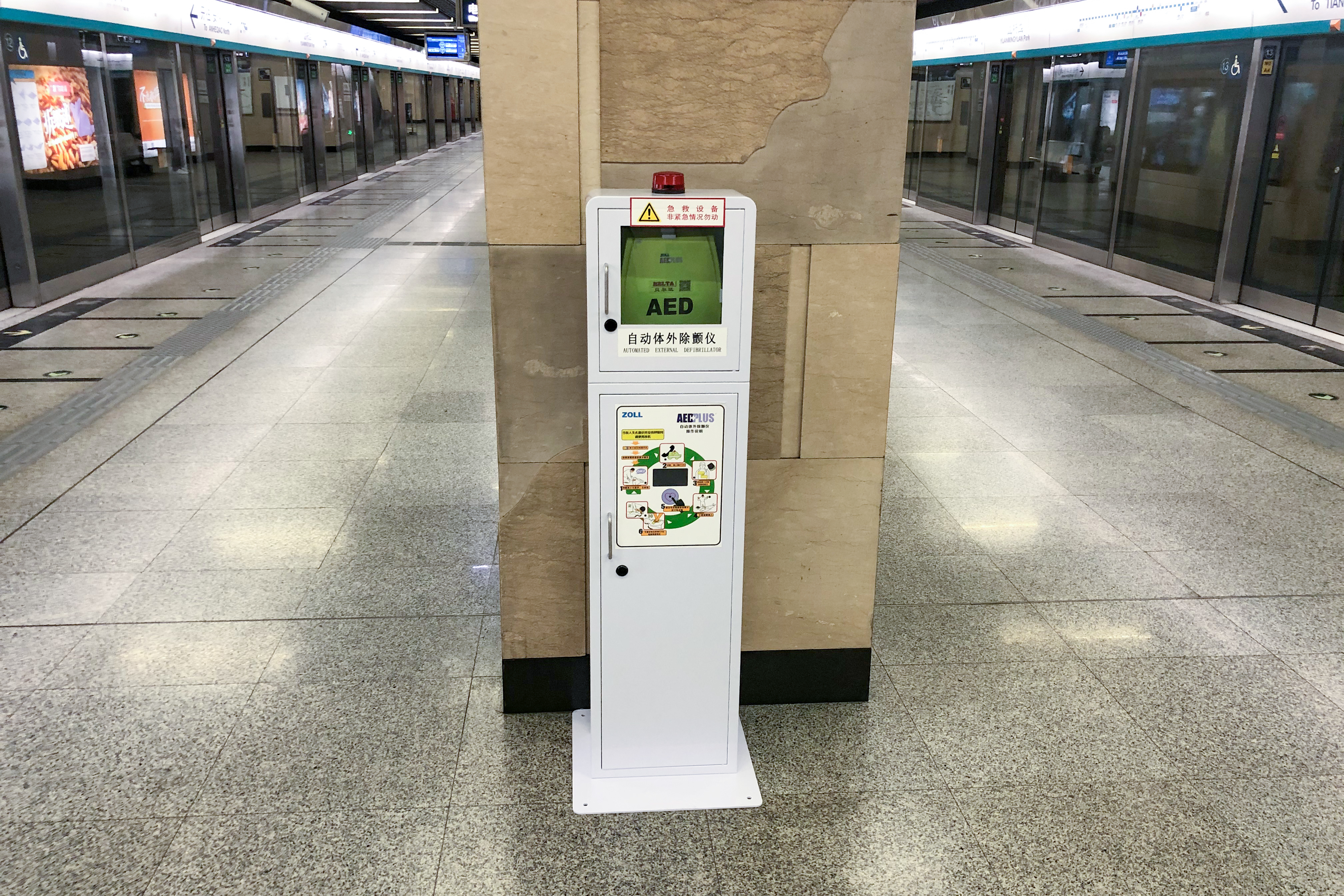
圆明园站站台中部的自动体外除颤仪（AED）

由于是由港铁公司的子公司运营，4号线同港铁一样，禁止乘客在车内和车站内饮食。在北京，根据《北京市轨道交通乘客守则》，乘客不得在列车车厢内进食（婴儿、病人除外），否则运营单位有权采取制止、劝离或者拒绝提供服务，并报告公安和交通执法部门，市交通执法部门将其记录个人信用不良信息，公安机关依法进行处理。但如果进食行为不是发生在列车上，工作人员将仅对进食乘客进行劝阻。4號線列車及車站的英文廣播，由同为港铁录制报站的陳如茵担当，因此聲線和格式也大致與港鐵的一致。
在无障碍设施方面，4号线为乘轮椅的乘客在各站站台侧面设了1.1米高的求助电话，还有宽闸机、盲道、为色弱人士准备的特殊导向标志，以及为听力障碍人士准备的电子显示和警示系统。
4号线引入了中国移动的GSM信号和TD-SCDMA的3G信号和中国联通的WCDMA信号，这是北京地铁首次引入3G信号。此外，4号线还全线引入了中国工商银行、中信银行和中国邮政储蓄银行的自動櫃員機。2020年11月28日，4号线全部车站完成自动体外除颤仪（AED）的配备。

## 票价
6公里（含）内3元；6-12公里（含）4元；12-22公里（含）5元；22-32公里（含）6元；32公里以上每加1元可乘20公里（对除机场线外的北京地铁线路均有效）。

## 运营时间
4号线的运营时间范围同北京地铁其他线路基本相同，具体时间如下：
- 首班车：往安河桥北方向的首班车5:10从公益西桥出发，全程车则于5:30从天宫院出发。往天宫院方向的首班车5:00从安河桥北始发。
- 末班车：往安河桥北方向的末班车22:38从天宫院出发。往天宫院方向的全程末班车22:20从安河桥北出发，往公益西桥的半程末班车22:45从安河桥北出发。

## 公益项目

### 4号美术馆
4号美术馆由中央美术学院美术馆与京港地铁联合运营，利用4号线及14号线的站台、车厢展示美术作品，展陈内容基本与央美美术馆保持一致。
展陈空间分为两大部分，分别是：在4号线上的菜市口站A口、灵境胡同站C口、动物园站A口、人民大学站B口、北京大学东门站C口、圆明园站以及地铁14号线上的园博园站摆放一台大型视频呈现设备，用以播放央美美术馆制作的美术馆宣传片等内容；以及两列列车的全部车厢中以喷绘的形式各悬挂40件作品，每两个月轮换一次。

### 4号诗歌坊
4号诗歌坊由北京羽象飞石文化公司与京港地铁联合运营，在北京地铁4号线第12号、第39号列车共12节车厢和马家堡站、西单站、动物园站和人民大学站等4个车站的备用房，定期以不同主题方式展示国内外优秀诗歌。

### 4号线儿童大学
4号线儿童大学项目由京港地铁和外研社共同创意发起，2013年7月14日在圆明园站内正式成立，计划分期开设包括建筑文化遗产保护、交通科学、外语学习等多种学科领域的公益课堂。